# 鈍吻藍吻犁頭鰩
钝吻藍吻犁頭鰩（學名：Glaucostegus obtusus），為軟骨魚綱犁頭鰩目藍吻犁頭鰩科藍吻犁頭鰩屬的其中一種，被IUCN列為極危保育類動物，分布於北印度洋巴基斯坦至泰國海域，深度可達60公尺，本魚體延長而平扁，體呈灰色至棕色，短吻呈寬三角形，鼻孔寬斜，前開口為橢圓形，盤中央扁平，其長度約為其寬度的1.2倍，前緣凸起，吻部相對較鈍，鼻孔比口短很多，與鼻內寬度近等寬，皮膚粗糙，佈滿小齒，背面稍擴大且顆粒感比腹面更明顯，尾長為體盤長的1.4-1.6倍，背鰭短，頂端圓形，體長可達93公分，棲息於沿海海域及河口，為底棲性魚類，肉食性，卵胎生，一次可產下10尾幼魚，生活習性不明。